# Christa Schroeder
Christa Schroeder, född 19 mars 1908 i Hannoversch Münden, död 28 juni 1984 i München, var mellan 1933 och 1945 en av Adolf Hitlers privatsekreterare. Tillsammans med Johanna Wolf, Traudl Junge och Gerda Christian bildade hon de så kallade Führersekreterarna.

## Biografi
I början av 1930-talet var Schroeder stenograf vid Sturmabteilungs (SA) ledarstab. Hon lärde känna Adolf Hitler kort efter det att denne utnämnts till Tysklands rikskansler den 30 januari 1933. Senare samma år fick hon anställning hos Hitler.
Schroeder bodde i Hitlers högkvarter Wolfsschanze från 1941 till 1944. I andra världskrigets slutskede var hon i Adolf Hitlers bunker, vilken hon lämnade den 22 april 1945. Hon greps av de allierade i närheten av Berchtesgaden och satt internerad till maj 1948.
År 1985 utkom hennes memoarer Er war mein Chef. Den svenska översättningen Hitler var min chef publicerades 2009.

## Utmärkelser
- NSDAP:s partitecken i guld: 30 januari 1938